# Глам рок
Глам рок (енгл. Glam rock) је врста рок музике. Први пут се појављује у пост-хипи добу раних 1970-их. Феномен глам рока највише је био изражен у Енглеској између 1971. и 1973. године. Прославили су га музичари као што су Марк Болан, Дејвид Боуи, Гери Глитер, и бендови као што су Квин, Слејд, Т-Рекс, Рокси Мјузик, Мад и Мот Д Хупл. Пример каснијег глам рока је група Кис. У САД глам рок није био толико популаран и слушали су га ужи кругови људи у Њујорку, Лос Анђелесу и Детроиту. Представници америчких бендова су Њујорк Долс, Лу Рид и Џобрајет.
Обожаватељи и извођачи глам рока се разликују од својих претходника, хипија, који су носили обичне фармерке и гламурозну одећу. Глам рок музику карактеришу отегнуте баладе али и снажан, енергичан звук Ролингстонса, који је имао утицаја на њу. Песме се углавном баве тематиком љубави и секса, али су дрога, научна фантастика и тинејџерска револуција такође честе теме.

## Утицај
Иако глам рок више није био популаран као током друге половине 1970их, имао је директан утицај на касније бендове укључујући Кис, и америчке глам метал бендове као што су Квајет Рајот, В. А. С. П., Твистед Систер и Мотли Кру. Глам рок је такође имао утицај на стварање готик рока. Овај жанр још од свог настанка имао непрестани спорадични утицај на америчког музичара Принса, и бендове као што су Мерилин Менсон, Пласибо, Чеинсоу Китенс и Д Даркнес.